# Moivo
Moivo ist ein Verwaltungsbezirk (englisch Ward) des Distrikts Arusha DC in der tansanischen Region Arusha.

## Geografie
Moivo liegt im Norden von Tansania am Nordrand der Regionshauptstadt Arusha. Der Bezirk grenzt im Norden an den Bezirk Olturoto, im Osten an Kiutu, im Süden an Sekei des Distrikts Arusha (CC), im Südwesten an Kiranyi und im Westen an Ilboru. Die Grenze im Osten bildet der Fluss Themi.
Moivo hat eine Fläche von 3,2 Quadratkilometern. Bei der Volkszählung 2022 lebten hier 25.110 Menschen in 8293 Haushalten.

## Gliederung
Der Bezirk besteht aus fünf Stadtteilen (Kitongoji):
- Moivo
- Oltulelei
- Oloresho
- Sama
- Ilkololorit

## Wirtschaft und Infrastruktur
- Bildung: Die Enaboishu Secondary School ist eine private weiterführende Schule, die Jugendliche bis zur 4. Stufe ausbildet.[8][9] Die Bishop-Durning-High-School und die Enyoito Secondary School sind öffentliche weiterführende Schulen.[10][11] Die Professional Tour Guide School bildet Fremdenführer aus.[12]
- Gesundheit: In Moivo befindet sich eine öffentliche Apotheke.[13]